# Spacebox

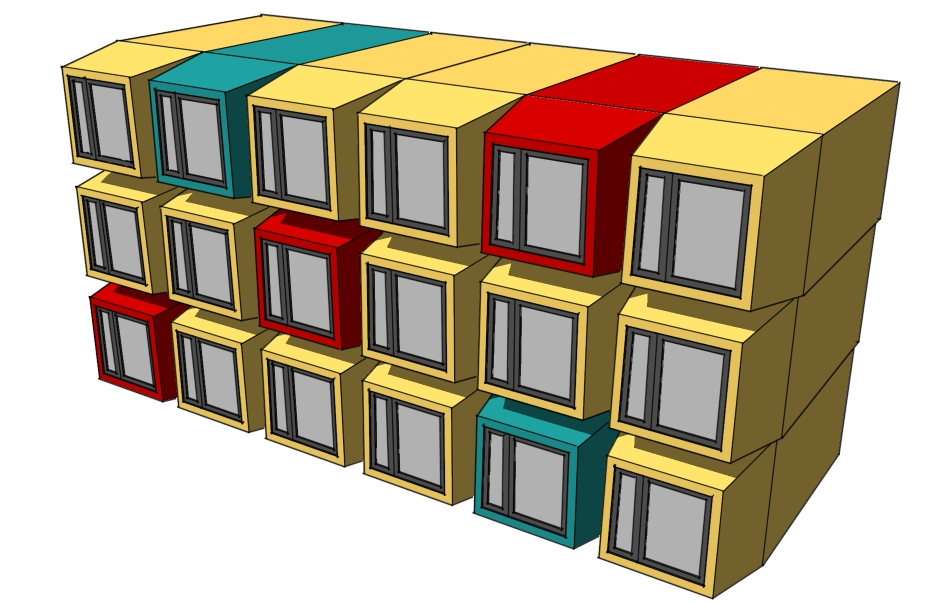
3D-Darstellung einer Wohnwürfelanlage

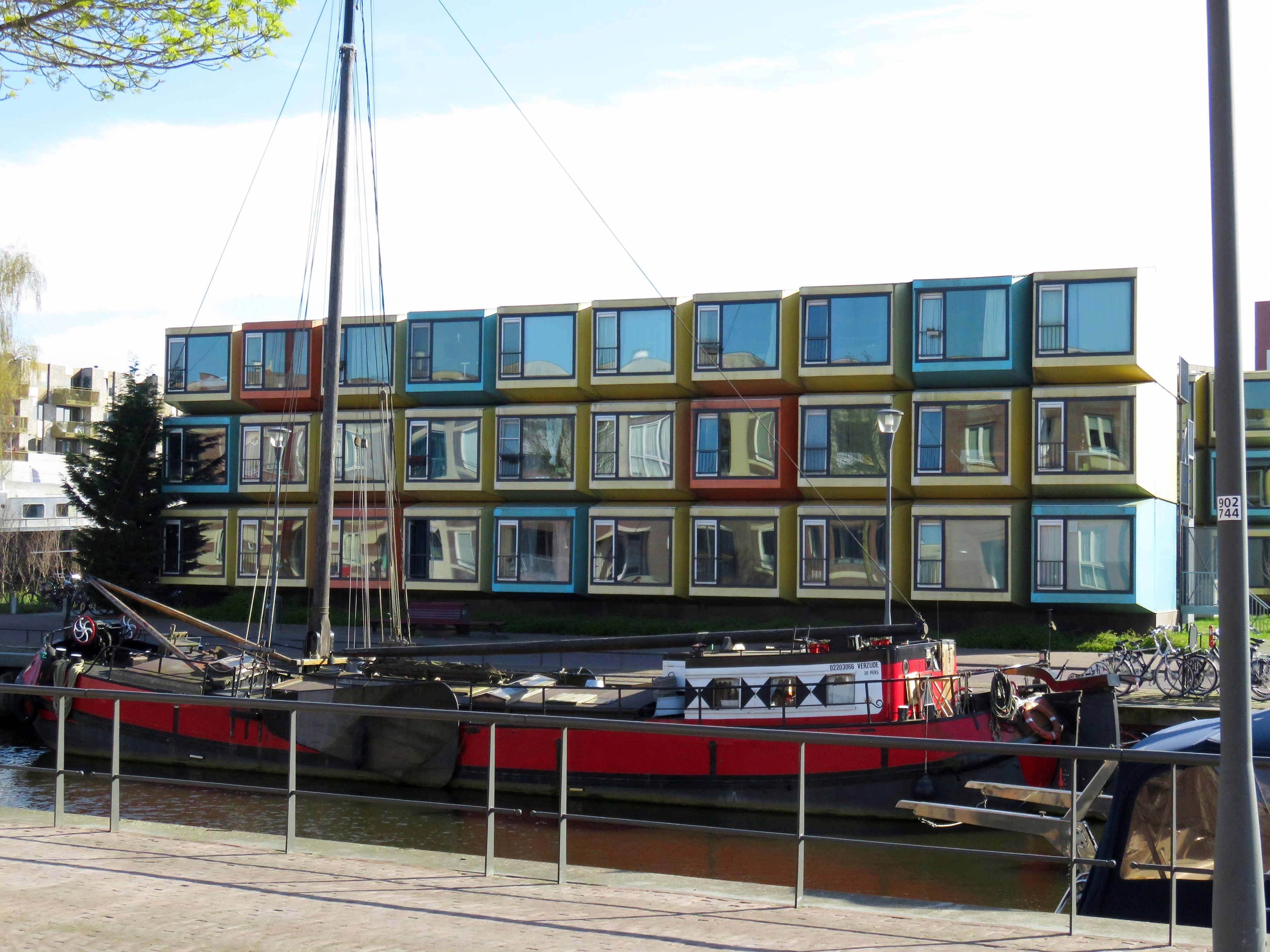
Spacebox-Anlage in Amersfoort, 2006–2017

Spacebox ist ein modulares Gebäudekonzept des niederländischen Architekten Mart de Jong, bei dem vorgefertigte Wohncontainer zu einem Gebäude zusammengestellt werden. Ziel ist es, dadurch günstigen und schnell verfügbaren Wohnraum bereitzustellen.
Jede der Einheiten ist komplett eingerichtet und beinhaltet alle wichtigen Wohnfunktionen. Die Einheiten können umgesetzt und gestapelt werden. Sie bestehen zum größten Teil aus Kunststoff und bieten rund 20 m² Platz. Die Konstruktionsprinzipien stammen aus dem Schiffs- und Flugzeugbau.
Das Projekt wird seit 2004 erfolgreich in Zusammenarbeit mit Studentenwerken an sechs verschiedenen Universitätsstandorten in den Niederlanden erprobt. Die Problemlage, das Fehlen günstigen und ausreichend vorhandenen Wohnraums für Studenten, konnte dadurch beseitigt werden.
Als nachteilig erwiesen sich in der Vergangenheit das geringe Platzangebot im Inneren und die mangelhafte Schalldämmung zwischen den Wohnwürfeln.